# Dzwonkówka żółtawa

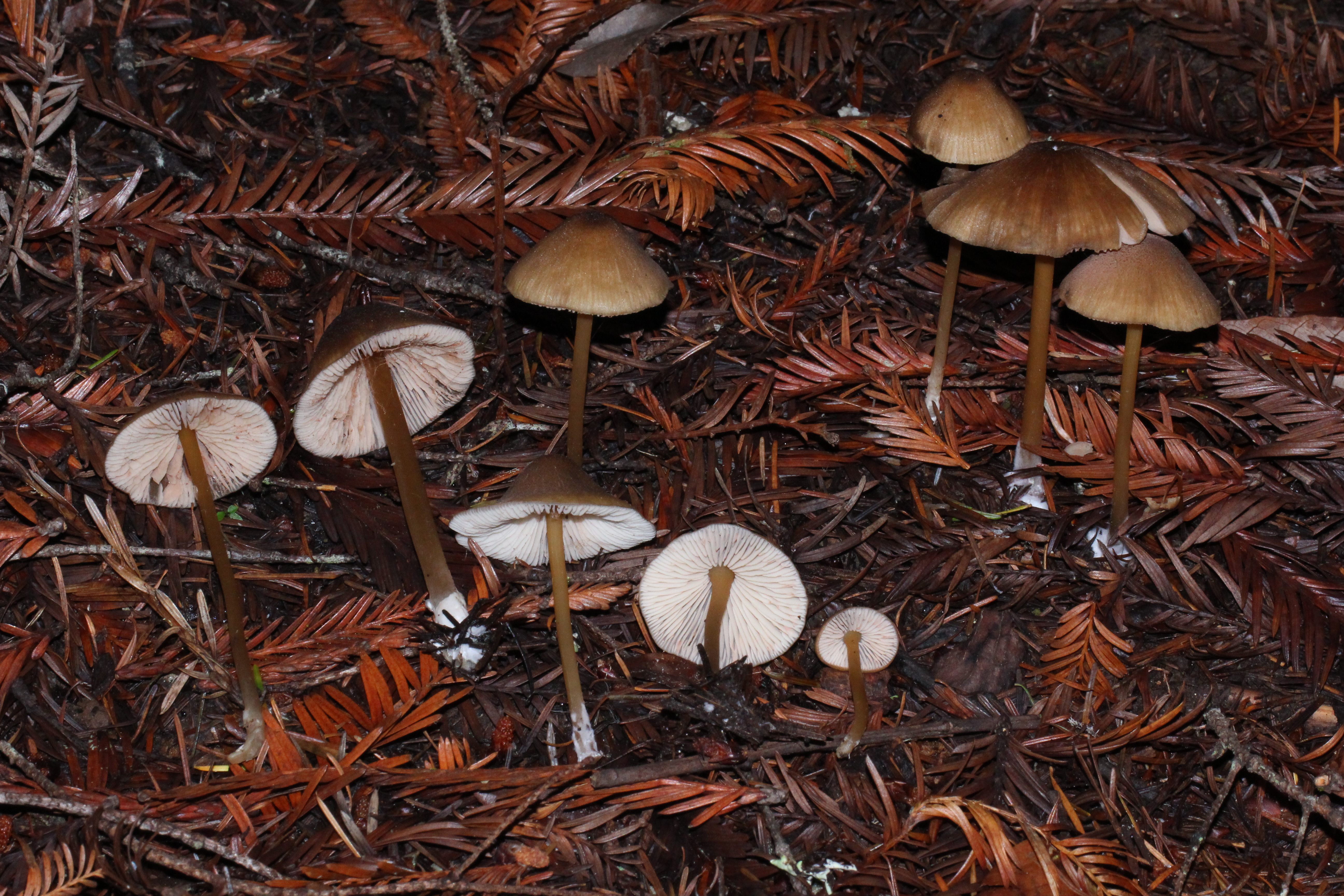

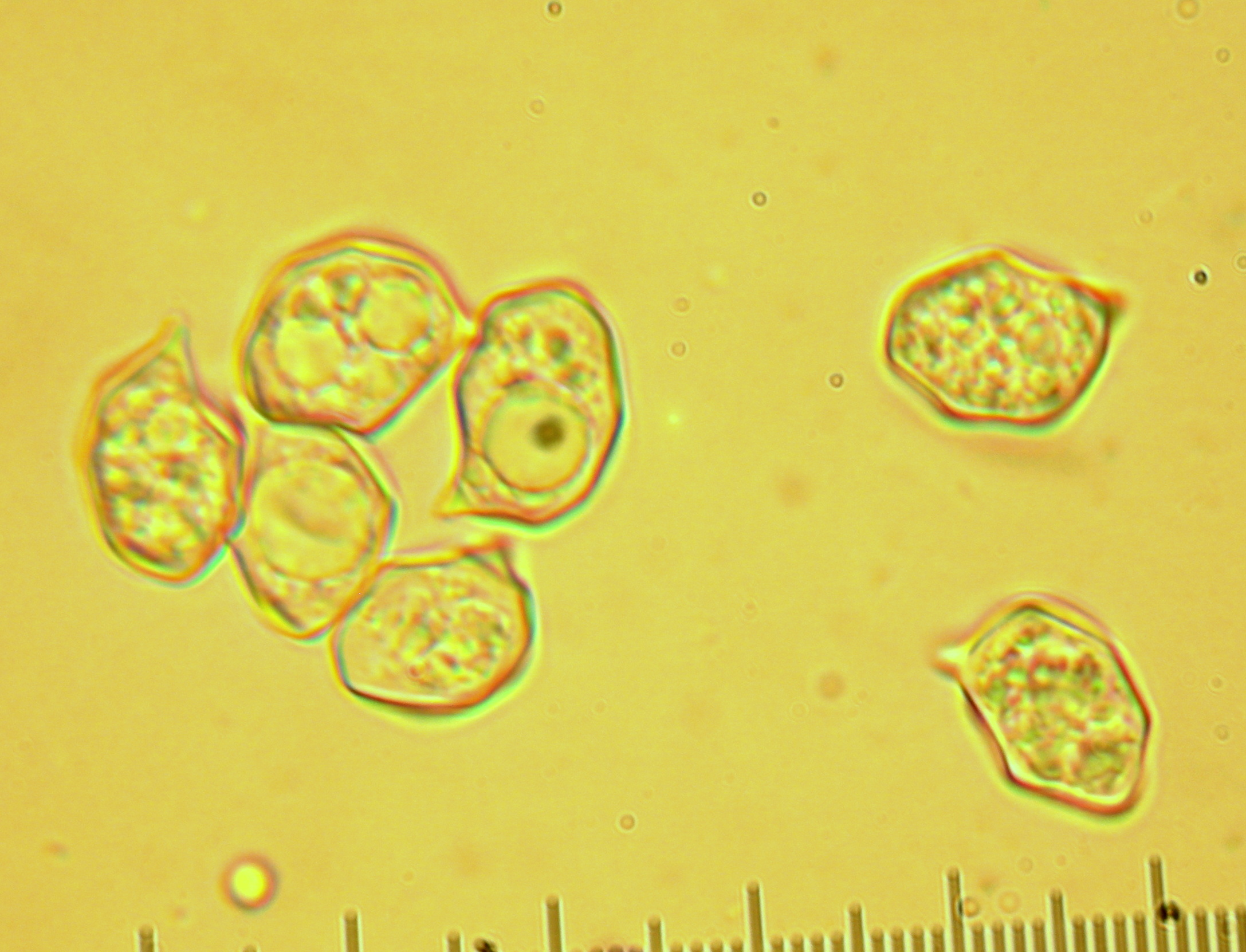
Zarodniki

Dzwonkówka żółtawa (Entoloma formosum (Fr.) Noordel.) – gatunek grzybów z rodziny dzwonkówkowatych (Entolomataceae).

## Systematyka i nazewnictwo
Pozycja w klasyfikacji według Index Fungorum: Entoloma, Entolomataceae, Agaricales, Agaricomycetidae, Agaricomycetes, Agaricomycotina, Basidiomycota, Fungi.
Po raz pierwszy zdiagnozował go w 1821 r. Elias Fries, nadając mu nazwę Agaricus formosus. W 1985 r. Machiel Evert Noordeloos przeniósł go do rodzaju Entoloma. Synonimy:

- Agaricus formosus Fr. 1821
- Agaricus formosus var. suavis Lasch, 1828
- Entoloma fulvum (P.D. Orton) Arnolds 1982
- Leptonia formosa (Fr.) Gillet 1876
- Leptonia formosa (Fr.) Gillet 1876 var. formosa
- Leptonia formosa var. microspora Largent 1994
- Leptonia formosa var. suavis (Lasch) Sacc. 1887
- Leptonia fulva P.D. Orton 1960
- Leptonia fulva P.D. Orton 1960 f. fulva
- Leptonia fulva f. undulata Largent 1977
- Rhodophyllus formosus (Fr.) Quél. 1886
- Rhodophyllus fulvus (P.D. Orton) M.M. Moser 1967

Nazwę zwyczajową zaproponował Władysław Wojewoda w 2003 r.

## Morfologia
Kapelusz
Średnica 6–50 mm, początkowo stożkowato-wypukły, potem płaskowypukły, w końcu rozpostarty z nieznacznym wklęśnięciem na środku, rzadko z niewielkim garbem. Brzeg lekko podwinięty. Jest słabo niehigrofaniczny, w stanie wilgotnym prążkowany do połowy promienia. Powierzchnia w środkowej części ze sterczącymi łuseczkami, przy brzegu promieniście włóknisto-łuseczkowata. W stanie suchym ma barwę brudnokremową z ciemniejszym środkiem, w stanie wilgotnym od pomarańczowej do żółtobrązowej z ciemnobrązowym środkiem.
Blaszki
W liczbie 15–26, z międzyblaszkami (l = 1–7), średniogęste, przyrośnięte lub nieco wykrojone, wybrzuszone. Początkowo kremowobiałe, potem blado-różowe z odcieniem brązowym. Ostrza kłaczkowate, tej samej barwy.
Trzon
Wysokość 3–9 cm, grubość 1–4 mm, walcowaty lub nieco rozszerzający się ku podstawie, początkowo pełny, potem pusty. Powierzchnia różowawa lub żółtawa, jaśniejsza od kapelusza, naga lub z rozproszonymi srebrzystymi włókienkami, w górnej części białawo oprószona, u podstawy z białą opilśnią. Uszkodzony zmienia barwę na cynamonowoczerwoną.
Miąższ
Cienki, bez zapachu, i bez smaku, lub o smaku lekko zjełczałym.
Cechy mikroskopowe
Zarodniki w widoku z boku w zarysie elipsoidalne, 6–7-kątowe. Mają wymiary 9–12,5 (–13,5) × 6–8 (–9) μm. Podstawki 24–55 × 9,5–14 μm, 4–zarodnikowe, ze sprzążkami. Brzegi blaszek płodne lub niejednorodne. cheilocystydy o wymiarach 20–45 × 5–12 μm, prawie cylindryczne lub wąskomaczugowate, w rozproszeniu między podstawkami. Skórka kapelusza cienka, zbudowana z cylindrycznych strzępek o szerokości 6–15 μm, z elementami końcowymi o szerokości 12–30 μm. W strzępkach skórki wewnątrzkomórkowy żółty pigment. W skórce i tramie w rozproszeniu występują rzadkie granulki. Brak sprzążek.
Gatunki podobne
Dzwonkówka żółtoochrowa (Entoloma xanthochroum), która odróżnia się żółtymi blaszkami z brązowym ostrzem.

## Występowanie i siedlisko
Dzwonkówka żółtawa w Europie jest szeroko rozpowszechniona i w niektórych rejonach dość pospolita. Zanotowano jej występowanie także w zachodnich i wschodnich rejonach USA (stany Waszyngton, Kalifornia, Ontario, Pensylwania, New Hampshire) oraz w Japonii. Na terenie Polski do 2003 r. podano tylko jedno stanowisko i to dawno (Elbląg, 1917 r.). Według W. Wojewody gatunek w Polsce prawdopodobnie wymarły, w późniejszych jednak latach wielokrotnie podano jego stanowiska
Występuje w omszonych, słabo porośniętych obszarach trawiastych, zwłaszcza w zespołach roślinności Nardo-Galion, także przy drogach, w lasach iglastych i mieszanych, na pastwiskach, łąkach. W górach sięga aż po piętro halne. Owocniki zazwyczaj w małych grupach od lipca do września.